# Liga Colombiana de Béisbol Profesional 2011-12
La Liga Colombiana de Béisbol Profesional 2011-12 o Copa DirecTV por motivos comerciales fue la 36° edición de este campeonato. Comenzó el 25 de noviembre de 2011 y terminó el 3 de febrero de 2012. Un total de 4 equipos
participaron en la competencia. Los 2 mejores equipos jugaron la final.
Para la temporada 2011-2012, la Liga volvió a quedar con 4 equipos, todos con sede en las ciudades tradicionalmente beisboleras de Colombia: Caimanes en Barranquilla, Tigres en Cartagena, Leones en Montería y Toros retornó a Sincelejo. Desaparecieron Águilas de Bogotá y Potros de Medellín.
Leones de Montería jugó en el estadio Once de Noviembre de Cartagena porque el Estadio Dieciocho de Junio de Montería estaba siendo demolido para construir uno nuevo.

## Sistema de juego
El campeonato tuvo la novedad de que cada equipo jugó cuarenta y dos (42) juegos en la temporada regular (21 de local y 21 de visitante), pero no hubo round robin (semifinal): los dos primeros clasificaron directamente al play off final que fue a nueve (9) juegos, donde el ganador de cinco fue el campeón. El playoff se jugó en su totalidad en el estadio Veinte de enero de Sincelejo y fue ganado por Toros sobre Leones 5 juegos a 3.
Cada equipo tuvo máximo ocho (8) jugadores extranjeros y diecisiete (17) colombianos para un total de veinticinco. En el line up, los mánager utilizaron como máximo a cuatro extranjeros en el terreno (bateando y fildeando).

## Equipos participantes
| Equipo                   | Fundación | Departamento | Ciudad       | Estadio                   | Capacidad |
| Caimanes de Barranquilla | 1984      | Atlántico    | Barranquilla | Estadio Tomás Arrieta     | 8 000     |
| Tigres de Cartagena      | 1996      | Bolívar      | Cartagena    | Estadio Once de Noviembre | 12 000    |
| Leones de Montería       | 2003      | Córdoba      | Montería     | Estadio 18 de Junio       | 11 000    |
| Toros de Sincelejo       | 2003      | Sucre        | Sincelejo    | Estadio 20 de Enero       | 10 000    |

## Temporada regular

### Posiciones[2]
| Pos | Equipo                   | JJ | JG | JP | AVG.  | Dif  |
| --- | ------------------------ | -- | -- | -- | ----- | ---- |
| 1.  | Toros de Sincelejo       | 42 | 25 | 17 | 0,595 | ---  |
| 2.  | Leones de Montería       | 42 | 24 | 18 | 0,571 | 1,0  |
| 3.  | Caimanes de Barranquilla | 42 | 21 | 21 | 0,500 | 4,0  |
| 4.  | Tigres de Cartagena      | 42 | 14 | 28 | 0,333 | 11,0 |

|  | Clasificados a la final del campeonato. |
|  | Eliminados.                             |

### Resultados
Se disputaron 42 juegos cada equipo del 25 de noviembre del 2011 al 22 de enero del 2012.

#### Noviembre
| Tigres | 4 : 5  | Toros    | 20 de Enero, Sincelejo      | 25 de noviembre | 19:25 |
| Leones | 2 : 3  | Caimanes | Tomás Arrieta, Barranquilla | 25 de noviembre | 20:00 |
| Tigres | 12 : 1 | Toros    | 20 de Enero, Sincelejo      | 26 de noviembre | 16:06 |

| Tigres | 4 : 8 | Toros    | 20 de Enero, Sincelejo      | 27 de noviembre | 16:05 |
| Leones | 4 : 5 | Caimanes | Tomás Arrieta, Barranquilla | 27 de noviembre | 16:05 |
| Tigres | 8 : 0 | Caimanes | Tomás Arrieta, Barranquilla | 30 de noviembre | 20:00 |

#### Diciembre
| Tigres | 4 : 8  | Caimanes | Tomás Arrieta, Barranquilla  | 1 de diciembre | 18:05 |
| Leones | 7 : 8  | Tigres   | Once de Noviembre, Cartagena | 2 de diciembre |       |
| Toros  | 4 : 17 | Caimanes | Tomás Arrieta, Barranquilla  | 2 de diciembre | 18:05 |
| Leones | 9 : 1  | Tigres   | Once de Noviembre, Cartagena | 3 de diciembre |       |
| Toros  | 6 : 4  | Caimanes | Tomás Arrieta, Barranquilla  | 3 de diciembre | 16:10 |

| Leones   | 3 : 4 | Tigres   | Tomás Arrieta, Barranquilla  | 4 de diciembre  | 18:05 |
| Toros    | 2 : 7 | Caimanes | Tomás Arrieta, Barranquilla  | 4 de diciembre  | 16:00 |
| Tigres   | 5 : 6 | Toros    | 20 de Enero, Sincelejo       | 6 de diciembre  | 17:00 |
| Caimanes | 3 : 4 | Leones   | Once de Noviembre, Cartagena | 7 de diciembre  | 16:45 |
| Tigres   | 2 : 4 | Toros    | 20 de Enero, Sincelejo       | 7 de diciembre  | 17:00 |
| Caimanes | 7 : 6 | Tigres   | Once de Noviembre, Cartagena | 9 de diciembre  | 19:05 |
| Leones   | 8 : 3 | Toros    | 20 de Enero, Sincelejo       | 9 de diciembre  | 17:00 |
| Leones   | 1 : 5 | Toros    | 20 de Enero, Sincelejo       | 10 de diciembre | 16:00 |
| Leones   | 1 : 6 | Toros    | 20 de Enero, Sincelejo       | 10 de diciembre |       |

| Caimanes | 3 : 2 | Tigres   | Once de Noviembre, Cartagena | 11 de diciembre | 13:03 |
| Caimanes | 0 : 6 | Tigres   | Once de Noviembre, Cartagena | 11 de diciembre | 16:05 |
| Leones   | 4 : 6 | Toros    | 20 de Enero, Sincelejo       | 11 de diciembre | 16:15 |
| Toros    | 3 : 4 | Caimanes | Tomás Arrieta, Barranquilla  | 13 de diciembre | 16:05 |
| Toros    | 2 : 5 | Caimanes | Tomás Arrieta, Barranquilla  | 14 de diciembre | 16:05 |
| Tigres   | 6 : 4 | Caimanes | Tomás Arrieta, Barranquilla  | 16 de diciembre | 18:00 |
| Tigres   | 7 : 8 | Caimanes | Tomás Arrieta, Barranquilla  | 17 de diciembre | 16:00 |

| Toros    | 4 : 5  | Leones   | Once de Noviembre, Cartagena | 18 de diciembre | 13:00 |
| Toros    | 1 : 2  | Leones   | Once de Noviembre, Cartagena | 18 de diciembre | 15:40 |
| Tigres   | 6 : 16 | Caimanes | Tomás Arrieta, Barranquilla  | 18 de diciembre | 14:05 |
| Leones   | 8 : 5  | Tigres   | Once de Noviembre, Cartagena | 20 de noviembre | 19:22 |
| Toros    | 9 : 4  | Caimanes | Tomás Arrieta, Barranquilla  | 20 de noviembre |       |
| Leones   | 2 : 4  | Tigres   | Once de Noviembre, Cartagena | 21 de noviembre | 16:14 |
| Tigres   | 5 : 4  | Leones   | Once de Noviembre, Cartagena | 21 de noviembre | 18:50 |
| Toros    | 5 : 4  | Caimanes | Tomás Arrieta, Barranquilla  | 21 de noviembre |       |
| Tigres   | 7 : 17 | Leones   | Once de Noviembre, Cartagena | 22 de noviembre | 19:00 |
| Caimanes | 2 : 7  | Toros    | 20 de Enero, Sincelejo       | 22 de noviembre | 19:04 |
| Tigres   | 1 : 10 | Leones   | Once de Noviembre, Cartagena | 23 de noviembre | 19:01 |
| Caimes   | 6 : 8  | Toros    | 20 de Enero, Sincelejo       | 23 de noviembre | 19:00 |

| Toros    | 7 : 1  | Tigres   | Once de Noviembre, Cartagena | 26 de diciembre | 19:03 |
| Leones   | 8 : 5  | Caimanes | Tomás Arrieta, Barranquilla  | 26 de diciembre |       |
| Leones   | 3 : 11 | Caimanes | Tomás Arrieta, Barranquilla  | 26 de diciembre |       |
| Toros    | 4 : 3  | Tigres   | Once de Noviembre, Cartagena | 27 de diciembre |       |
| Toros    | 6 : 7  | Leones   | Once de Noviembre, Cartagena | 28 de diciembre | 15:00 |
| Caimanes | 5 : 0  | Tigres   | Once de Noviembre, Cartagena | 28 de diciembre | 19:06 |
| Toros    | 7 : 10 | Leones   | Once de Noviembre, Cartagena | 29 de diciembre | 15:03 |
| Caimanes | 4 : 8  | Tigres   | Once de Noviembre, Cartagena | 29 de diciembre | 19:30 |

#### Enero
| Caimanes | 8 : 10  | Leones | Once de Noviembre, Cartagena | 3 de enero | 17:05 |
| Caimanes | 3 : 6   | Leones | Once de Noviembre, Cartagena | 3 de enero | 20:15 |
| Tigres   | 0 : 1   | Toros  | 20 de Enero, Sincelejo       | 3 de enero | 19:05 |
| Caimanes | 3 : 7   | Leones | Rafael Naar, Turbaco         | 4 de enero | 13:00 |
| Tigres   | 14 : 10 | Toros  | 20 de Enero, Sincelejo       | 4 de enero | 19:05 |
| Caimanes | 7 : 12  | Leones | Tomás Arrieta, Barranquilla  | 6 de enero | 19:30 |
| Toros    | 9 : 7   | Tigres | Rafael Naar, Turbaco         | 6 de enero | 15:05 |
| Caimanes | 3 : 8   | Leones | Tomás Arrieta, Barranquilla  | 7 de enero | 16:05 |
| Toros    | 1 : 2   | Tigres | Rafael Naar, Turbaco         | 7 de enero | 13:10 |

| Caimanes | 8 : 2  | Leones   | Tomás Arrieta, Barranquilla  | 8 de enero  | 16:35 |
| Toros    | 3 : 2  | Tigres   | Rafael Naar, Turbaco         | 8 de enero  | 10:05 |
| Tigres   | 3 : 11 | Caimanes | Tomás Arrieta, Barranquilla  | 9 de enero  | 16:35 |
| Toros    | 0 : 7  | Leones   | Once de Noviembre, Cartagena | 9 de enero  | 16:02 |
| Tigres   | 9 : 7  | Caimanes | Tomás Arrieta, Barranquilla  | 10 de enero | 20:13 |
| Toros    | 8 : 2  | Leones   | Once de Noviembre, Cartagena | 10 de enero | 16:02 |
| Toros    | 5 : 2  | Leones   | Once de Noviembre, Cartagena | 10 de enero | 18:56 |
| Caimanes | 11 : 2 | Tigres   | Once de Noviembre, Cartagena | 12 de enero | 18:08 |
| Leones   | 1 : 5  | Toros    | 20 de Enero, Sincelejo       | 12 de enero | 19:05 |
| Caimanes | 11 : 2 | Tigres   | Rafael Naar, Turbaco         | 13 de enero | 13:02 |
| Leones   | 3 : 2  | Toros    | 20 de Enero, Sincelejo       | 13 de enero | 16:08 |
| Leones   | 2 : 5  | Toros    | 20 de Enero, Sincelejo       | 13 de enero | 20:48 |
| Leones   | 10 : 4 | Tigres   | Rafael Naar, Turbaco         | 14 de enero | 14:05 |
| Caimanes | 7 : 5  | Toros    | 20 de Enero, Sincelejo       | 14 de enero | 10:05 |

| Tigres   | 5 : 1  | Leones   | Rafael Naar, Turbaco         | 15 de enero | 10:03 |
| Caimanes | 0 : 1  | Toros    | 20 de Enero, Sincelejo       | 15 de enero | 16:15 |
| Toros    | 2 : 4  | Tigres   | Once de Noviembre, Cartagena | 17 de enero | 19:05 |
| Leones   | 4 : 15 | Caimanes | Tomás Arrieta, Barranquilla  | 17 de enero | 16:10 |
| Leones   | 9 : 6  | Caimanes | Tomás Arrieta, Barranquilla  | 17 de enero | 20:20 |
| Toros    | 14 : 1 | Tigres   | Once de Noviembre, Cartagena | 18 de enero | 19:05 |
| Leones   | 3 : 12 | Caimanes | Tomás Arrieta, Barranquilla  | 18 de enero | 20:10 |
| Tigres   | 3 : 4  | Leones   | Once de Noviembre, Cartagena | 20 de enero | 16:01 |
| Tigres   | 0 : 7  | Leones   | Once de Noviembre, Cartagena | 20 de enero | 18:48 |
| Caimanes | 8 : 5  | Toros    | 20 de Enero, Sincelejo       | 20 de enero | 18:00 |
| Tigres   | 2 : 11 | Leones   | Santiago Torres, Arjona      | 21 de enero | 14:25 |
| Caimanes | 3 : 4  | Toros    | 20 de Enero, Sincelejo       | 21 de enero | 17:07 |

| Tigres   | 0 : 2 | Leones | Once de Noviembre, Cartagena | 22 de enero | 10:36 |
| Caimanes | 4 : 6 | Toros  | 20 de Enero, Sincelejo       | 22 de enero | 16:07 |

### Resumen de las series
| Resumen de series       | Resumen de series  | Resumen de series | Resumen de series | Resumen de series | Resumen de series | Resumen de series | Resumen de series | Resumen de series | Resumen de series | Resumen de series | Resumen de series |
| Ganador                 | Series             | Res. Serie        | Juego 1           | Juego 2           | Juego 3           | Juego 4           | Juego 5           | Juego 6           | Juego 7           | Ciudad            |                   |
| ----------------------- | ------------------ | ----------------- | ----------------- | ----------------- | ----------------- | ----------------- | ----------------- | ----------------- | ----------------- | ----------------- | ----------------- |
| Tigres (6 - 9) Leones   | Tigres vs Leones   | 2 - 5             | 5 : 4             | 7 : 17            | 1 : 10            | 5 : 1             | 3 : 4             | 0 : 7             | 2 : 11            | Montería          |                   |
| Tigres (6 - 9) Leones   | Leones vs Tigres   | 4 - 3             | 7 : 8             | 9 : 1             | 3 : 4             | 8 : 5             | 2 : 4             | 10 : 4            | 2 : 0             | Cartagena         |                   |
| Caimanes (7 - 7) Toros  | Caimanes vs Toros  | 3 - 4             | 2 : 7             | 6 : 8             | 7 : 5             | 0 : 1             | 8 : 5             | 3 : 4             | 4 : 6             | Sincelejo         |                   |
| Caimanes (7 - 7) Toros  | Toros vs Caimanes  | 3 - 4             | 4 : 17            | 6 : 4             | 2 : 7             | 3 : 4             | 2 : 5             | 9 : 4             | 5 : 4             | Barranquilla      |                   |
| Toros (10 - 4) Tigres   | Tigres vs Toros    | 2 - 5             | 4 : 5             | 12 : 1            | 4 : 8             | 5 : 6             | 2 : 4             | 0 : 1             | 14 : 10           | Sincelejo         |                   |
| Toros (10 - 4) Tigres   | Toros vs Tigres    | 5 - 2             | 7 : 1             | 4 : 3             | 9 : 7             | 1 : 2             | 3 : 2             | 2 : 4             | 14 : 1            | Cartagena         |                   |
| Caimanes (6 - 8) Leones | Leones vs Caimanes | 2 - 5             | 2 : 3             | 4 : 5             | 8 : 5             | 3 : 11            | 4 : 15            | 9 : 6             | 3 : 12            | Barranquilla      |                   |
| Caimanes (6 - 8) Leones | Caimanes vs Leones | 1 - 6             | 3 : 4             | 8 : 10            | 3 : 6             | 3 : 7             | 7 : 12            | 3 : 8             | 8 : 2             | Montería          |                   |
| Leones (7 - 7) Toros    | Toros vs Leones    | 2 - 5             | 4 : 5             | 1 : 2             | 6 : 7             | 7 : 10            | 0 : 7             | 8 : 2             | 5 : 2             | Montería          |                   |
| Leones (7 - 7) Toros    | Leones vs Toros    | 2 - 5             | 8 : 3             | 1 : 5             | 1 : 6             | 4 : 6             | 1 : 5             | 3 : 2             | 2 : 5             | Sincelejo         |                   |
| Caimanes (9 - 5) Tigres | Tigres vs Caimanes | 3 - 4             | 8 : 0             | 4 : 8             | 6 : 4             | 7 : 8             | 6 : 16            | 3 : 11            | 9 : 7             | Barranquilla      |                   |
| Caimanes (9 - 5) Tigres | Caimanes vs Tigres | 5 - 2             | 7 : 6             | 3 : 2             | 0 : 6             | 5 : 0             | 4 : 8             | 11 : 2            | 11 : 2            | Cartagena         |                   |

|  | Juegos ganados por Tigres   |
|  | Juegos ganados por Leones   |
|  | Juegos ganados por Toros    |
|  | Juegos ganados por Caimanes |

## Play Off Final
Se disputaron 8 juegos del 24 de enero al 3 de febrero.

### Serie
| Serie Final LCBP de 2011/12 Leones de Montería contra Toros de Sincelejo 3–5 |           |                    |                 |             |          |
| Juego                                                                        | Fecha     | Resultado          | Serie (LEO-TOR) | Lugar       | Duración |
| 1                                                                            | Enero 24  | Leones 1, Toros 3  | 0–1             | 20 de Enero | 2:50     |
| 2                                                                            | Enero 26  | Toros 5, Leones 0  | 0–2             | 20 de Enero | 2:49     |
| 3                                                                            | Enero 27  | Leones 5, Toros 4  | 1–2             | 20 de Enero | 3:30     |
| 4                                                                            | Enero 28  | Toros 7, Leones 0  | 1–3             | 20 de Enero | 2:38     |
| 5                                                                            | Enero 29  | Leones 3, Toros 5  | 1–4             | 20 de Enero | 2:49     |
| 6                                                                            | Enero 31  | Toros 2, Leones 3  | 2–4             | 20 de Enero | 2:24     |
| 7                                                                            | Febrero 1 | Leones 14, Toros 1 | 3–4             | 20 de Enero | 2:59     |
| 8                                                                            | Febrero 3 | Toros 2, Leones 0  | 3–5             | 20 de Enero | 2:23     |

### Desarrollo

#### Juego 1
| Equipo             | 1 | 2 | 3 | 4 | 5 | 6 | 7 | 8 | 9 | C | H | E |
| ------------------ | - | - | - | - | - | - | - | - | - | - | - | - |
| Leones de Montería | 0 | 0 | 0 | 0 | 0 | 0 | 0 | 1 | 0 | 1 | 9 | 0 |
| Toros de Sincelejo | 0 | 0 | 1 | 0 | 1 | 0 | 1 | 0 | x | 3 | 7 | 0 |

LG: Kento Abe  LP: Cristian Beltre  SV: Dumas García  

#### Juego 2
| Equipo             | 1 | 2 | 3 | 4 | 5 | 6 | 7 | 8 | 9 | C | H  | E |
| ------------------ | - | - | - | - | - | - | - | - | - | - | -- | - |
| Toros de Sincelejo | 0 | 0 | 0 | 0 | 0 | 0 | 0 | 2 | 3 | 5 | 11 | 0 |
| Leones de Montería | 0 | 0 | 0 | 0 | 0 | 0 | 0 | 0 | 0 | 0 | 4  | 4 |

LG: Kohemi Maso  LP: Javier Ortiz  

#### Juego 3
| Equipo             | 1 | 2 | 3 | 4 | 5 | 6 | 7 | 8 | 9 | C | H  | E |
| ------------------ | - | - | - | - | - | - | - | - | - | - | -- | - |
| Leones de Montería | 3 | 0 | 0 | 0 | 1 | 1 | 0 | 0 | 0 | 5 | 12 | 1 |
| Toros de Sincelejo | 2 | 0 | 0 | 0 | 0 | 2 | 0 | 0 | 0 | 4 | 11 | 3 |

LG: Harold Rumio  LP: Yesid Salazar  SV: Willy Paredes  

#### Juego 4
| Equipo             | 1 | 2 | 3 | 4 | 5 | 6 | 7 | 8 | 9 | C | H  | E |
| ------------------ | - | - | - | - | - | - | - | - | - | - | -- | - |
| Toros de Sincelejo | 0 | 0 | 0 | 0 | 2 | 0 | 0 | 1 | 4 | 7 | 10 | 2 |
| Leones de Montería | 0 | 0 | 0 | 0 | 0 | 0 | 0 | 0 | 0 | 0 | 7  | 1 |

LG: Osvaldo Rodríguez  LP: Wilton Noel  

#### Juego 5
| Equipo             | 1 | 2 | 3 | 4 | 5 | 6 | 7 | 8 | 9 | C | H  | E |
| ------------------ | - | - | - | - | - | - | - | - | - | - | -- | - |
| Leones de Montería | 1 | 0 | 0 | 0 | 1 | 0 | 1 | 0 | 0 | 3 | 11 | 2 |
| Toros de Sincelejo | 0 | 1 | 0 | 0 | 1 | 2 | 0 | 1 | 0 | 5 | 10 | 2 |

LG: Kento Abe  LP: Cristian Beltre  SV: Dumas García  

#### Juego 6
| Equipo             | 1 | 2 | 3 | 4 | 5 | 6 | 7 | 8 | 9 | C | H | E |
| ------------------ | - | - | - | - | - | - | - | - | - | - | - | - |
| Toros de Sincelejo | 0 | 1 | 0 | 0 | 0 | 1 | 0 | 0 | 0 | 2 | 9 | 4 |
| Leones de Montería | 1 | 0 | 0 | 0 | 0 | 0 | 2 | 0 | x | 3 | 5 | 0 |

LG: Javier Ortiz  LP: Kohei Maso  

#### Juego 7
| Equipo             | 1 | 2 | 3 | 4 | 5 | 6 | 7 | 8 | 9 | C  | H  | E |
| ------------------ | - | - | - | - | - | - | - | - | - | -- | -- | - |
| Leones de Montería | 0 | 4 | 0 | 0 | 9 | 1 | 0 | 0 | 0 | 14 | 15 | 0 |
| Toros de Sincelejo | 0 | 0 | 0 | 0 | 0 | 1 | 0 | 0 | 0 | 1  | 7  | 0 |

LG: Harold Rumion  LP: Yesid Salazar  

#### Juego 8
| Equipo             | 1 | 2 | 3 | 4 | 5 | 6 | 7 | 8 | 9 | C | H | E |
| ------------------ | - | - | - | - | - | - | - | - | - | - | - | - |
| Toros de Sincelejo | 0 | 0 | 0 | 0 | 0 | 0 | 0 | 0 | 2 | 2 | 6 | 0 |
| Leones de Montería | 0 | 0 | 0 | 0 | 0 | 0 | 0 | 0 | 0 | 0 | 5 | 1 |

LG: Osvaldo Rodríguez  LP: Cristian Beltre  SV: Dumas García  

| Colombia                             |
| Campeón Toros de Sincelejo 1° título |

## Los Mejores
- Temporada regular[4]

### Bateadores
| Promedio de bateo (BA) | Promedio de bateo (BA) | Promedio de bateo (BA) |
| ---------------------- | ---------------------- | ---------------------- |
| 1                      | Carlos Sosa (CAI)      | .390                   |
| 2                      | Inaba Hiroki (TOR)     | .368                   |
| 3                      | Donovan Solano (CAI)   | .364                   |

| Carreras anotadas (R) | Carreras anotadas (R) | Carreras anotadas (R) |
| --------------------- | --------------------- | --------------------- |
| 1                     | Diover Avila (LEO)    | 34                    |
| 2                     | Donovan Solano (CAI)  | 32                    |
| 3                     | Inaba Hiroki (TOR)    | 29                    |

| Carreras impulsadas (RBI) | Carreras impulsadas (RBI) | Carreras impulsadas (RBI) |
| ------------------------- | ------------------------- | ------------------------- |
| 1                         | Alfredo Marte (LEO)       | 40                        |
| 2                         | Donovan Solano (CAI)      | 35                        |
| 3                         | Justin Justice (TOR)      | 30                        |

| Bases Robadas (SB) | Bases Robadas (SB)       | Bases Robadas (SB) |
| ------------------ | ------------------------ | ------------------ |
| 1                  | Juan Francia (TIG)       | 26                 |
| 2                  | Reynaldo Rodríguez (LEO) | 19                 |
| 3                  | Inaba Hiroki (TOR)       | 14                 |

| Jonrones (HR) | Jonrones (HR)        | Jonrones (HR) |
| ------------- | -------------------- | ------------- |
| 1             | Donovan Solano (CAI) | 8             |
| 2             | Steve Brown (CAI)    | 6             |
| 3             | Carlos Sosa (CAI)    | 5             |

| Hits (H) | Hits (H)             | Hits (H) |
| -------- | -------------------- | -------- |
| 1        | Donovan Solano (CAI) | 57       |
| 2        | Diover Ávila (LEO)   | 57       |
| 3        | Inaba Hiroki (TOR)   | 56       |

| Dobles (2B) | Dobles (2B)              | Dobles (2B) |
| ----------- | ------------------------ | ----------- |
| 1           | Donovan Solano (CAI)     | 12          |
| 2           | Reinaldo Rodríguez (LEO) | 12          |
| 3           | Alfredo Marte (LEO)      | 11          |

| Triples (3B) | Triples (3B)       | Triples (3B) |
| ------------ | ------------------ | ------------ |
| 1            | Steve Brown (CAI)  | 4            |
| 2            | Diover Ávila (LEO) | 4            |
| 3            | Luis Sierra (CAI)  | 3            |

### Lanzadores
| Juegos Ganados (W) | Juegos Ganados (W)    | Juegos Ganados (W) |
| ------------------ | --------------------- | ------------------ |
| 1                  | Javier Ortiz (LEO)    | 8-1 (0.889)        |
| 2                  | Kento Abe (TOR)       | 7-2 (0.778)        |
| 3                  | Jhon Billy Diaz (CAI) | 4-2 (0.571)        |

| Efectividad (ERA) | Efectividad (ERA)   | Efectividad (ERA) |
| ----------------- | ------------------- | ----------------- |
| 1                 | Javier Ortiz (LEO)  | 2.07              |
| 2                 | Dorian Castro (CAI) | 2.73              |
| 3                 | Kento Abe (TOR)     | 2.69              |

| Ponches (SO) | Ponches (SO)        | Ponches (SO) |
| ------------ | ------------------- | ------------ |
| 1            | Kento Abe (TOR)     | 47           |
| 2            | Yesid Salazar (TOR) | 45           |
| 3            |                     |              |

| Juegos Salvados (SV) | Juegos Salvados (SV) | Juegos Salvados (SV) |
| -------------------- | -------------------- | -------------------- |
| 1                    | Dumas Garcia (TOR)   | 10                   |
| 2                    | Willy Paredes (LEO)  | 6                    |
| 3                    |                      |                      |

### Jugador premiados
| Categoría           | Ganador        | Equipo   | Fase              |
| ------------------- | -------------- | -------- | ----------------- |
| Jugador más valioso | Donovan Solano | Caimanes | Temporada regular |
| Novato del año      | Mauricio Ramos | Toros    | Temporada regular |
| Mejor lanzador      | Javier Ortiz   | Leones   | Temporada regular |
| Mánager del año     | Néder Horta    | Tigres   |                   |